# José Maria da Silva Paranhos Júnior
José Maria da Silva Paranhos Júnior, Baró de Rio Branco (Rio de Janeiro, 20 d'abril de 1845 — Ib., 10 de febrer de 1912), va ser un advocat, diplomàtic, geògraf, professor, periodista i historiador brasiler.
Era fill de José Maria da Silva Paranhos, Vescomte de Rio Branco. És el patró de la diplomàcia brasilera i una de les figures més importants de la història del Brasil, reconegut amb una candidatura al Premi Nobel de la Pau de 1911. La seva major contribució al país va ser la consolidació de les fronteres brasileres, en especial per mitjà de processos d'arbitratge i de negociacions bilaterals, aconseguint la incorporació definitiva de 900.000 km², destacant tres litigis fronterers.

## Biografia
Va ingressar en la Facultat de Dret de São Paulo amb menys de 17 anys. Encara que tingués preferència pels estudis d'història i periodisme, ell i el seu pare consideraven essencial graduar-se en Dret per futures pretensions professionals. Durant els estudis, va guanyar-se l'etiqueta de "bohemi" per participar freqüentment de la nit paulista i carioca. Preocupat per que tal fama pogués perjudicar-li el futur, el seu pare va enviar-lo a la Universitat Federal de Pernambuco per acabar els seus estudis.
Es va iniciar en les lletres el 1863, en les pàgines de la Revista Popular, amb una biografia sobre el comandant de fragata Luís Barroso Pereira. Posteriorment, el 1866, en la revista L'Illustration, va dibuixar i escriure sobre la guerra del Paraguai, defensant el punt de vista del Brasil. El 1867 va guanyar una quantitat raonable de diners en la loteria i va sortir de viatge per Europa, passant un temps considerable a Portugal, d'on provenien els seus avis. El 1868, de volta a Rio de Janeiro, va substituir durant tres mesos Joaquim Manuel de Macedo com a professor en la càtedra de Corografia i Història del Brasil.

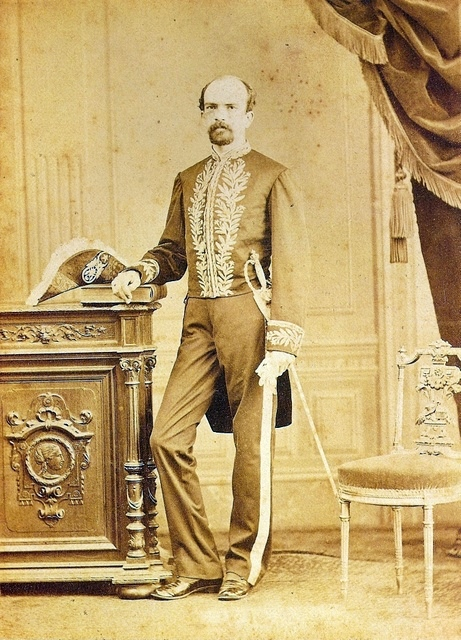
1876

Es va iniciar en la carrera política com a fiscal en la comarca de Nova Friburgo (1868), però no es va adaptar a la vida lluny de Rio de Janeiro. Facilitat per les connexions del pare dins del Partit Conservador, va aconseguir un escó a la Cambra de Diputats representant la província de Mato Grosso, tot i que mai hi havia estat. Va romandre en el càrrec de 1868 a 1875, dues legislatures. El 1872 va ser un dels fundadors i redactor del periòdic A Nação -a partir de 1891 va col·laborar amb el Jornal do Brasil.

### Diplomàcia
El 1875 va quedar vacant el càrrec de cònsol general a Liverpool, posició de gran prestigi degut a la importància que tenia el port de la ciutat. Diversos candidats cobejaven el càrrec. Paranhos Júnior tenia la influència del seu pare, que acabava de deixar el càrrec de President del Consell de Ministres, l'amistat del seu substitut, el duc de Caxias Luis Alves de Lima e Silva, i del ministre d'hisenda, João Maurício Wanderley. La primera temptativa de nomenació va ser denegada per l'emperador, Pere II, potser per la seva fama d'excèntric i pels seus lligams amb la francmaçoneria. En un segon intent, la negativa va arribar de mans de la princesa Isabel, en funcions de regent. Caxias va amenaçar amb dimitir i enllestir la legislatura, i la princesa va acabar cedint.
Cònsol general a Liverpool a partir de 1876, també va esdevenir comissari del Brasil en l'Exposició Internacional de Sant Petersburg de 1884, superintendent dels serveis d'immigració a París (1889) i ambaixador a Berlín el 1900. Va ser titular del Ministeri d'Afers Exteriors del 3 de desembre de 1902 fins a la seva mort, el 1912. Va ocupar el càrrec durant el mandat de quatre Presidents de la República: Rodrigues Alves, Afonso Pena, Nilo Peçanha i Hermes da Fonseca.
Va rebre el títol de baró de Rio Branco l'any 1888 a les darreries del regnat de Pere II. Va continuar signant Rio Branco inclús després de la proclamació de la república, el 1889, que revocaria tots els títols nobiliaris existents.

#### Amapá i Palmas
La Intrusió Francesa a Amapá, el maig de 1895, va resultar en una massacre. Després de l'incident, el Baró va obtenir una victòria sobre França sobre la frontera d'Amapá amb Guaiana Francesa. La causa va ser guanyada pel Brasil el 1900, en un arbitratge conduït pel president de Suïssa, Walter Hauser. La frontera va definir-se en el riu Oiapoque.
També el 1895, va assegurar pel Brasil bona part del territori dels estats de Santa Catarina i Paraná, disputats amb l'Argentina en el que va quedar conegut com la qüestió de Palmas.

#### Acre
Va ser el prestigi obtingut en aquests dos casos el que va propiciar que el president Rodrigues Alves escollís Paranhos Júnior per a la cartera d'Afers Exteriors, el 1902; moment en què el Brasil estava justament enmig d'una disputa internacional amb Bolívia. El territori en litigi pertanyia al país veí, que pretenia arribar a un acord amb un consorci empresarial anglo-estatunidencque pretenia explotar les terres. El Brasil no havia reclamat aquelles terres, però eren majoritàriament ocupada per colons brasilers des de l'últim terç del segle xix, on produïen làtex. Liderats per José Plácido de Castro resistien a les temptatives bolivianes d'expulsar-los, episodi que va quedar conegut com la Guerra de l'Acre.
Després d'un breu conflicte armat on els brasilers van impossar-se, l'any 1903 ambdós països van signar el Tractat de Petrópolis: l'Acre passava a pertànyer al Brasil, mitjançant una compensació econòmica i petites concessions territorials. La capital estatal, Rio Branco, va ser batejada en honor del Baró.

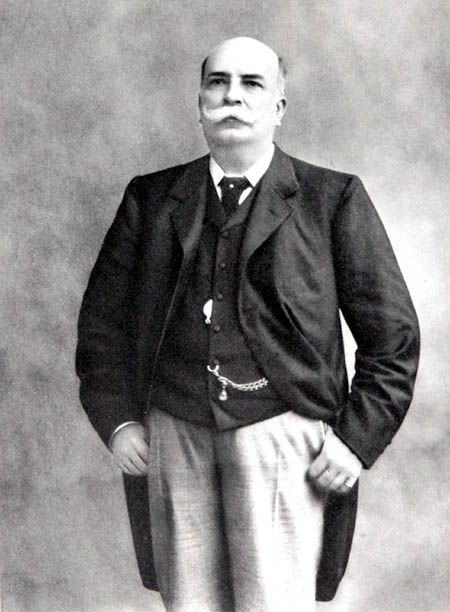
c. 1910

El 1909, després de 6 anys de negociació i tensions amb el govern del Perú, se signa el Tractat Velarde-Rio Branco, consolidant la possessió brasilera d'Acre davant els peruans, que també tenien interessos en aquell territori fronterer.

#### Altres èxits
Va negociar amb l'Uruguai la binacionalitat del riu Yaguarón (Jaguarão, en portuguès) i de la Llacuna Mirim, essencialment una concessió voluntària del Brasil a un veí que necessitava d'aquells canals. Per aquesta raó, va ser homenatjat pel govern de Montevideo, sent conferit el seu nom a l'antiga localitat de Pueblo Artigas, avui ciutat de Río Branco, en el departament de Cerro Largo.
El 1905, va suggerir al llavors ministre de la guerra, Hermes da Fonseca, que enviés un contingent de militars brasilers a l'Imperi Alemany, amb l'objectiu de rebre entrenament avançat. Va ser candidat al Premi Nobel de la Pau, en 1911.

### Últims dies
Patint de problemes renals, va presentar la dimissió del seu càrrec, sent rebutjada pel President Hermes da Fonseca. En els seus últims dies de vida, va lamentar el bombardeig de Salvador, motivat per una greu crisi política (10 de gener de 1912).
La seva mort, durant el carnaval de 1912, va alterar el calendari de la festa popular d'aquell any, per la declaració de dol oficial i els profunds homenatges que li van rendir a l'antiga capital, Rio de Janeiro. El seu cos va ser sepultat amb el seu pare, al Cementiri de Caju.

## Vida personal
El 1872, vivint a Rio de Janeiro, va conèixer Marie Philomène Stevens, una actriu belga de 22 anys. Donada la condició social aristòcrata de Paranhos Júnior, el casament entre els dos no era una opció. Amb tot, la parella va tenir 5 fills. Quan va rebre el càrrec de cònsol general a Liverpool, Paranhos Júnior va dur Marie i els fills a Paris, on viurien la resta de la vida. No contraurien matrimoni fins al 1890, en una cerimònia realitzada a Londres. Marie va morir el 1898.
Un dels seus fill, Paulo do Rio Branco, va ser un preeminent jugador de rugbi.

## Homenatges
A més dels municipis de Rio Branco (Acre) i Río Branco (Uruguai), el municipi de Paranhos, a Mato Grosso do Sul -fent frontera amb el Paraguai- també va ser batejat homenatjant-lo.
Va ser el segon ocupant de la cadira 34 de l'Acadèmia Brasilera de Lletres. Va ser elegit l'1 d'octubre de 1898, succeint João Manuel Pereira da Silva. Va ser president de l'Institut Històric i Geogràfic Brasiler (1907-1912) i va escriure dos llibres.
El notori Institut Rio Branco, centre d'ensenyament superior que forma diplomàtics de carrera, fou fundat el 1945 com a part de la commemoració del centenari de Paranhos Júnior. Es localitza a Brasília, darrere del Palau d'Itamaraty. Aquell mateix any, es va declarar oficialment Paranhos Júnior com el Patró de la Diplomàcia brasilera. La data del seu naixement, el 20 d'abril, ha passat a ser el Dia del Diplomàtic al país sud-americà.
L'Orde de Rio Branco va ser instituïda pel president João Goulart, pel Decret n° 51.697, del 5 de febrer de 1963. Està destinada a guardonar els mereixedors del reconeixement del Govern Brasiler, estimulant la pràctica d'accions i fets dignes d'aquest honor, així com per distingir serveis meritoris i virtuts cíviques. Pot ser conferida a persones físiques o jurídiques, tant nacionals com estrangeres.

En virtut de la Llei Federal núm. 12.502, de 2011, el Congrés Nacional del Brasil va decretar la inscripció del Baró de Rio Branco en el Llibre dels Herois i Heroïnes de la Pàtria, un memorial cenotàfic situat dintre del Panteó de la Pàtria i de la Llibertat Tancredo Neves de Brasília, creat per honorar la memòria de les persones que millor van servir al país en la seva defensa i construcció.

Alguns carrers, edificis i monuments dedicats
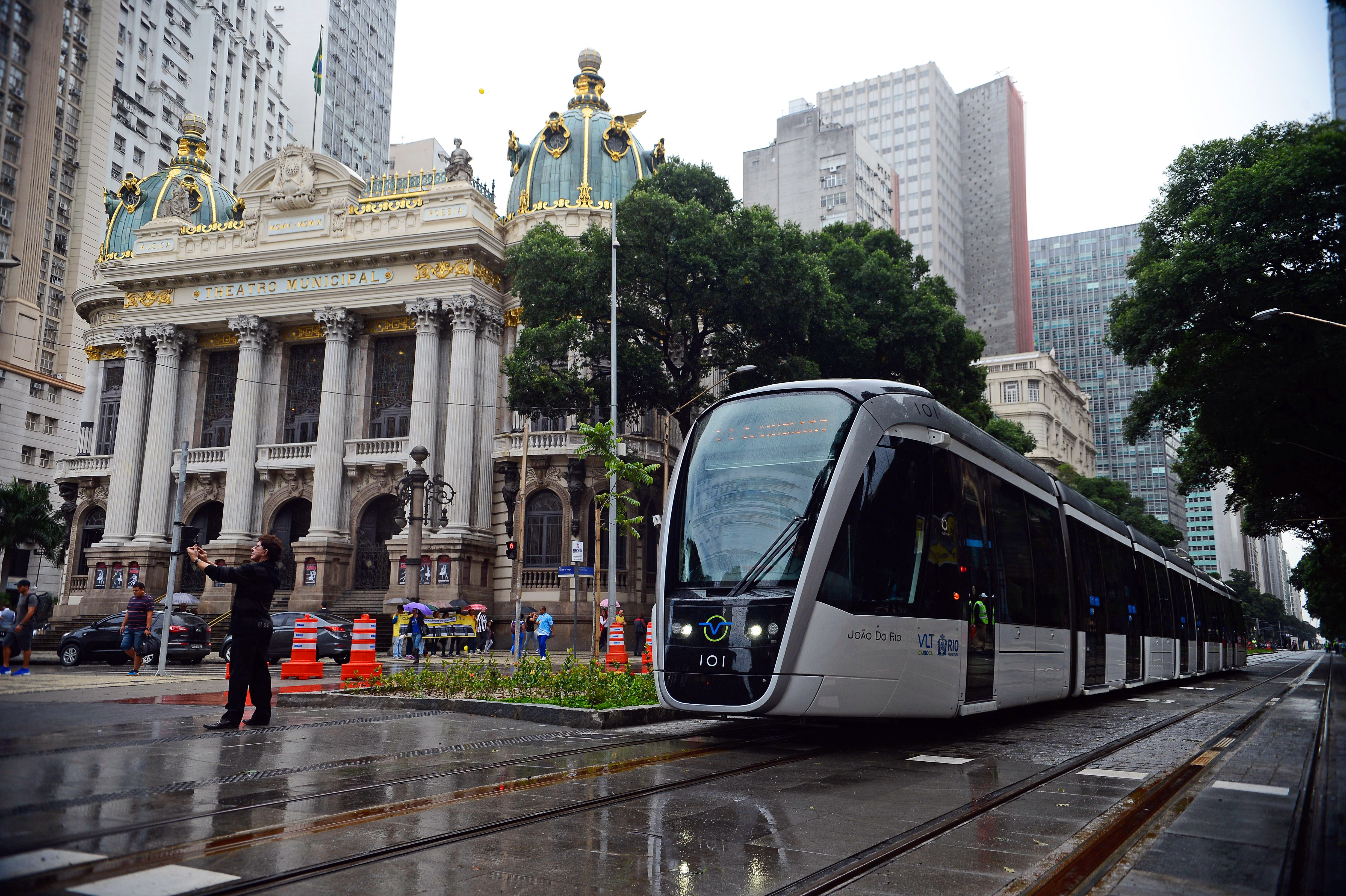
Avinguda Rio Branco, Rio de Janeiro
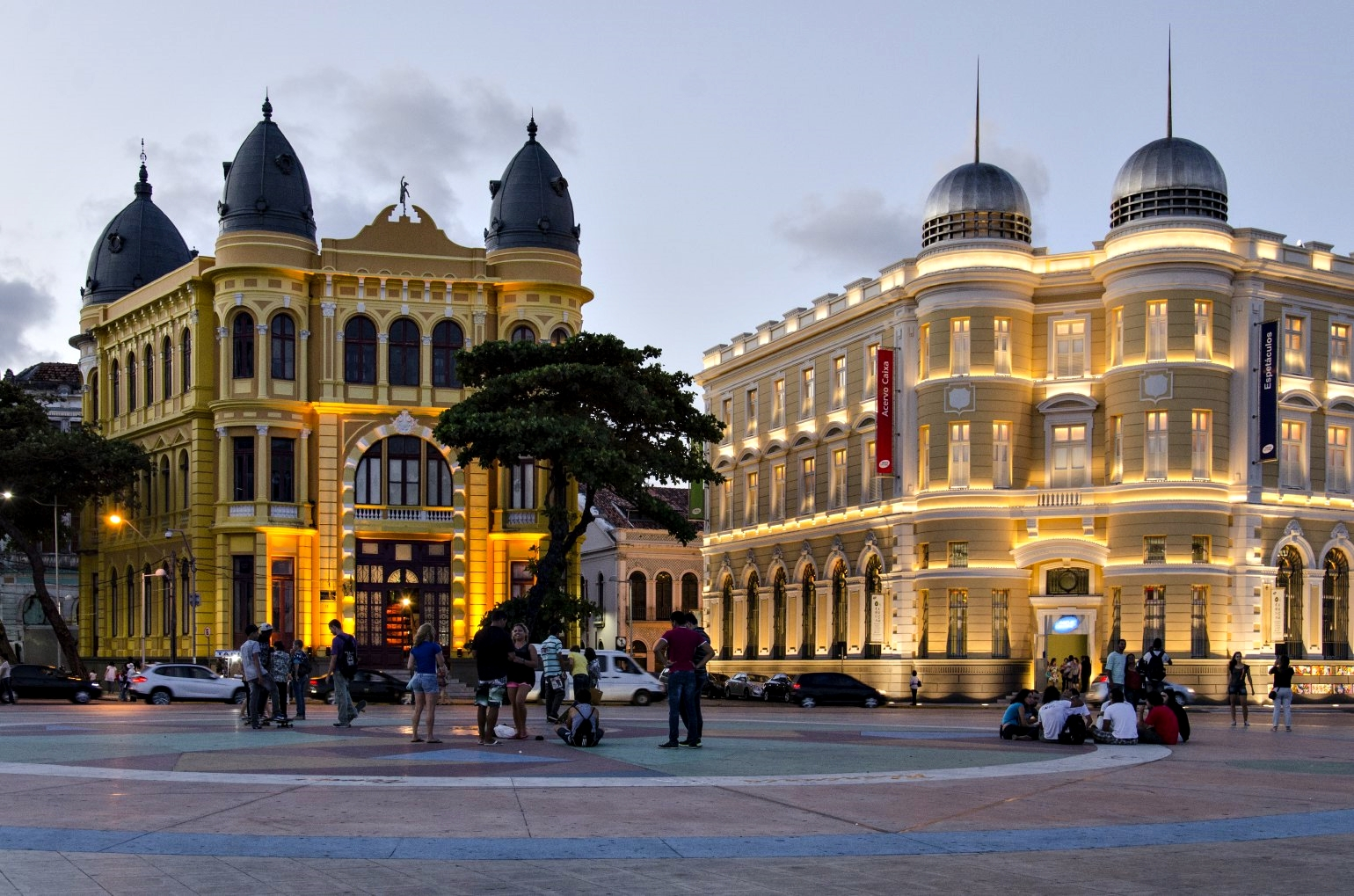
Plaça Rio Branco, Recife
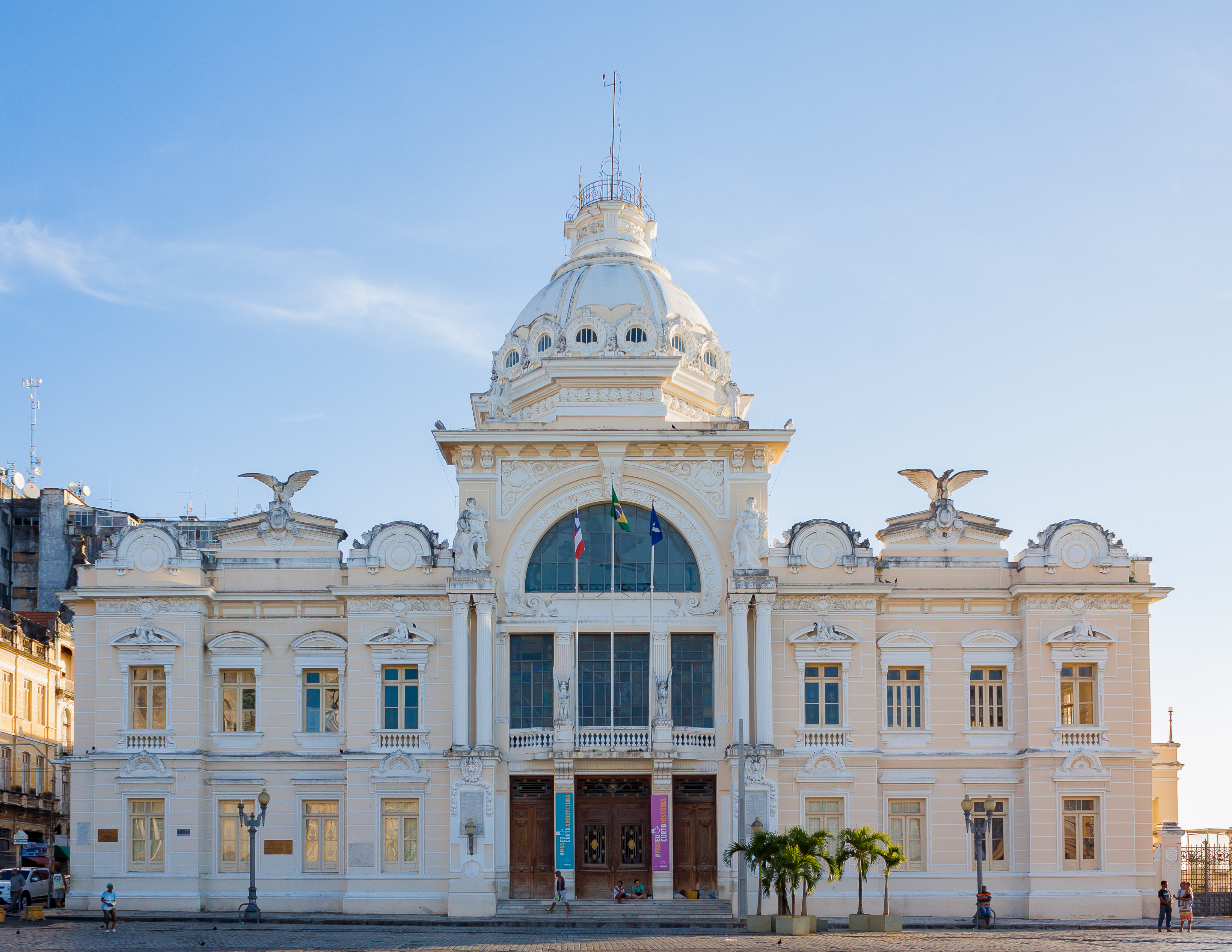
Palau Rio Branco, Salvador
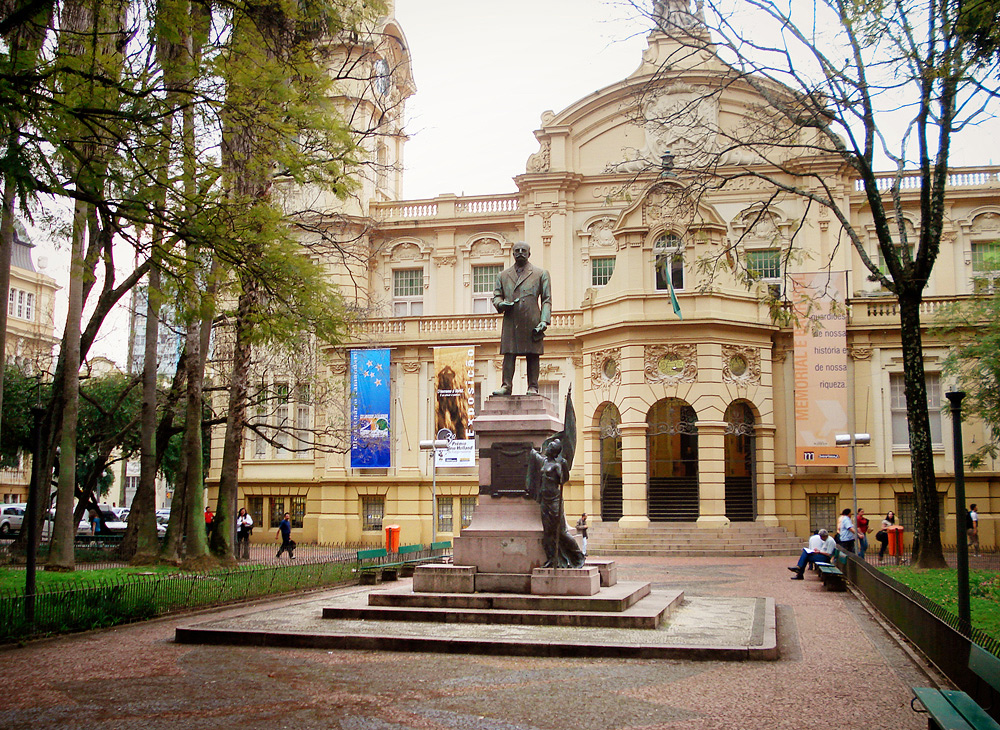
Monument al Baró de Rio Branco, Porto Alegre

Altres homenatges
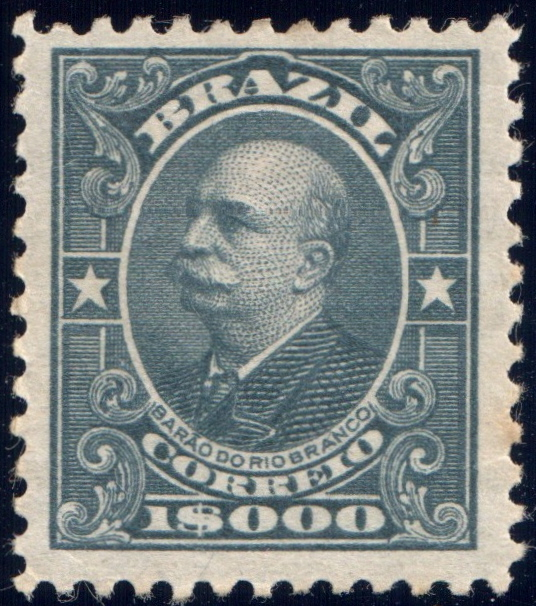
Segell de 1.000 reals (1913, Primera República)
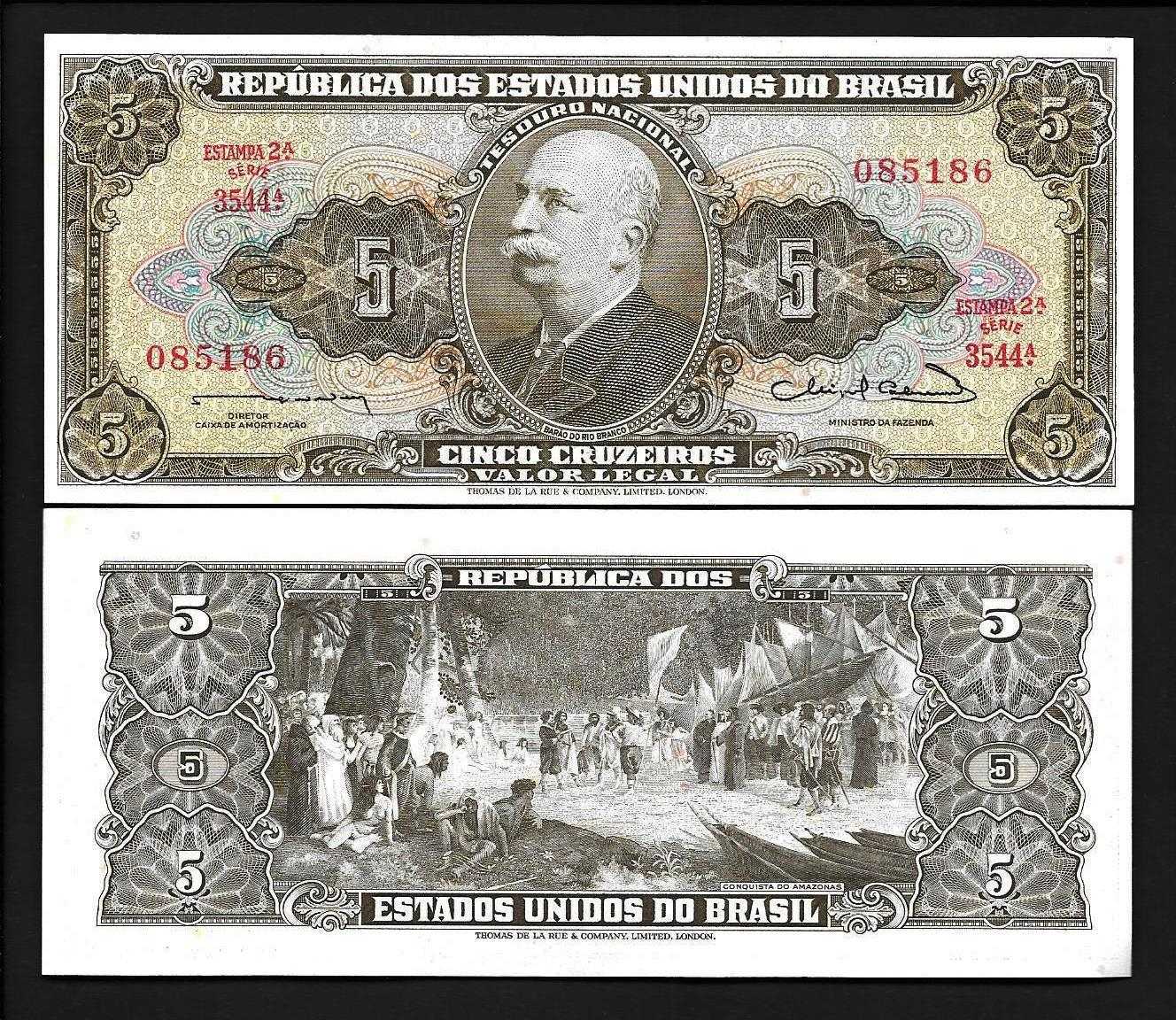
Bitllet de 5 cruzeiros (1963)
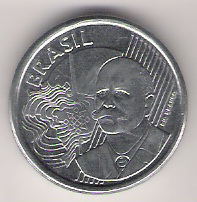
Moneda de 50 centaus (2010)
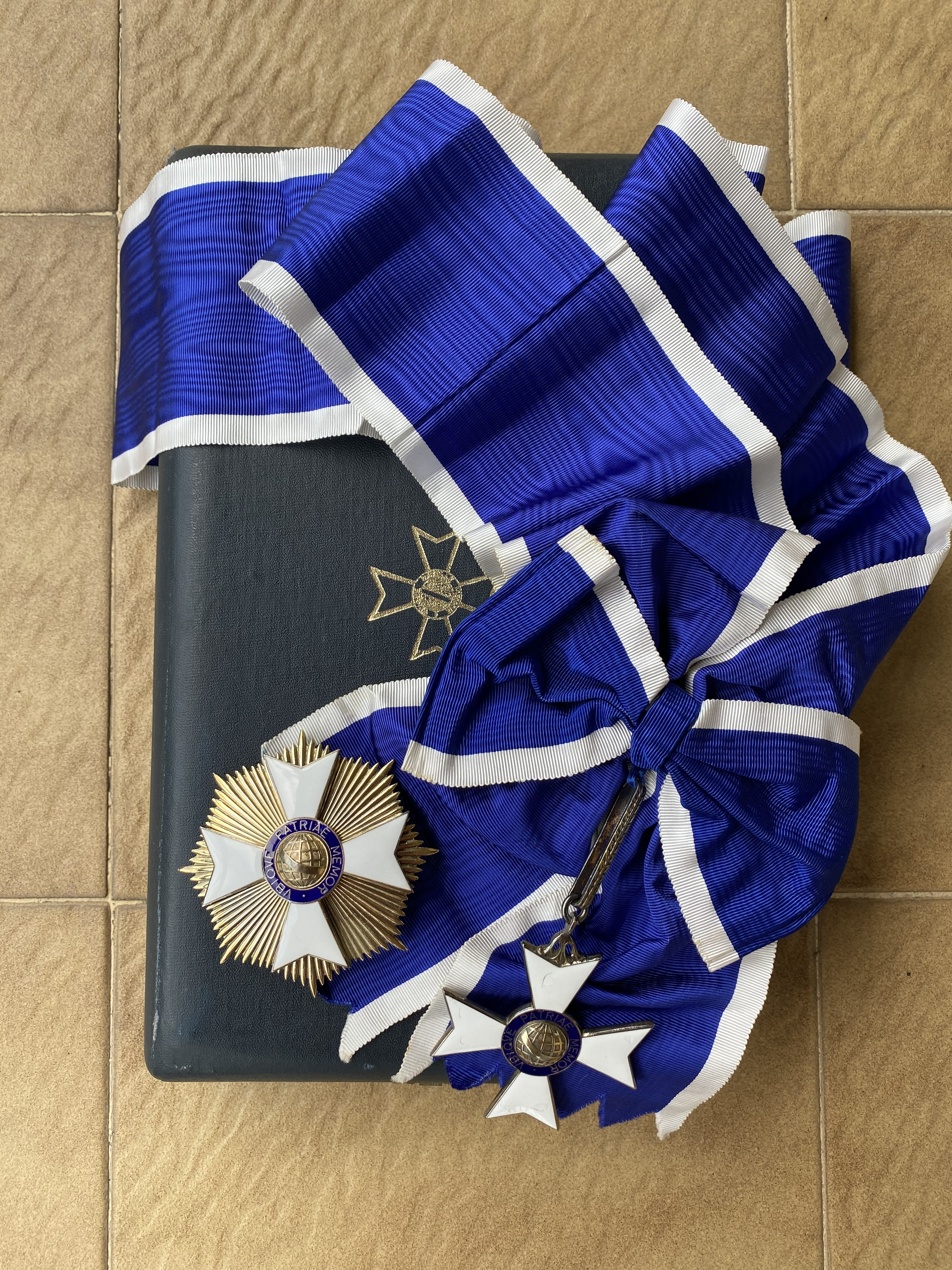
Gran Creu de l'Orde de Rio Branco